# 金色の森・銀色の風
『金色の森・銀色の風』（きんいろのもり・ぎんいろのかぜ）は、1989年9月27日に発売された日本のフォークデュオ、ふきのとうの13thアルバム。

## 概要
- ふきのとう結成15周年を記念して制作されたオリジナルアルバムで、1985年に発売されたアルバム『北極星』以来、シングル曲が1曲も収録されていないアルバムとなった。
- 前作の『星空のページェント』とは打って変わって、打ち込みは控えめで、内面的な歌詞の楽曲が多い。

## 批評
『CDジャーナル』は、「アレンジは、ずいぶんカッコよくなったが、「青春って淋しいよね」という芸風は変わらず。センチな青春は深入りしないのが歯がゆい。」と批評した。

## 収録曲
| #         | タイトル                    | 作詞      | 作曲      | 編曲      | 時間  |
| --------- | --------------------------- | --------- | --------- | --------- | ----- |
| 1.        | 「鈍色の空」                | 細坪基佳  | 細坪基佳  | 瀬尾一三  | 3:44  |
| 2.        | 「愁い」                    | 細坪基佳  | 細坪基佳  | 中西康晴  | 4:19  |
| 3.        | 「Sentimental Boy」         | 細坪基佳  | 細坪基佳  | 中西康晴  | 3:59  |
| 4.        | 「少女へ」                  | 細坪基佳  | 細坪基佳  | 溝口肇    | 4:19  |
| 5.        | 「ステーション」            | 山木康世  | 山木康世  | 瀬尾一三  | 5:24  |
| 6.        | 「冬の華」                  | 山木康世  | 山木康世  | 矢野立美  | 5:46  |
| 7.        | 「Wedding Bell Holy Night」 | 山木康世  | 山木康世  | 矢野立美  | 4:40  |
| 8.        | 「タイムトラベル」          | 山木康世  | 山木康世  | 高山博彦  | 4:38  |
| 9.        | 「秋の接吻」                | 細坪基佳  | 細坪基佳  | 溝口肇    | 4:39  |
| 10.       | 「眠れないジェラシー」      | 山木康世  | 山木康世  | 溝口肇    | 5:09  |
| 合計時間: | 合計時間:                   | 合計時間: | 合計時間: | 合計時間: | 46:37 |

## 曲解説
1. 鈍色の空
2. 愁い
3. Sentimental Boy
4. 少女へ
5. ステーション
漫画家の吉村明美が『プチコミック』1994年5月号に発表した作品『ステーション』が、当楽曲を基に描かれたといわれている。1992年に発売されたアルバム『ever last』にてリメイクされた。
6. 冬の華
7. Wedding Bell Holy Night
8. タイムトラベル
9. 秋の接吻
10. 眠れないジェラシー

## 参加ミュージシャン
| 鈍色の空 - Electric Bass：高水健司 - Electric Guitar：角田順・徳武弘文 - Acoustic Guitar：笛吹利明 - Electric Piano：中西康晴 - Keyboards：矢賀部竜成 - Synth Operation & Computer Programming：瀬尾一三・中山信彦(Z's) - Strings：友田Strings - 1st Violin：友田啓明・清家孝子・清家一恵・鈴木弘一 - 2nd Violin：永峰高志・鈴木星彦・山田健一・多田吉徳 - Viola：井手修三・中竹英昭 - Cello：日野俊介・藤田隆雄 愁い - Drums：島村英二 - Electric Bass：岡沢章 - Electric Guitar：鈴木茂 - Electric Piano & Keyboards：中西康晴 - Synth Operation & Computer Programming：松武秀樹(MAC)・鈴木浩之(MAC) Sentimental Boy - Drums：島村英二 - Electric Bass：岡沢章 - Electric Guitar：鈴木茂 - Acoustic Guitar：吉川忠英 - Gut Guitar：笛吹利明 - Electric Piano & Keyboards：中西康晴 - Synth Operation & Computer Programming：松武秀樹(MAC)・鈴木浩之(MAC) 少女へ - Acoustic Guitar：吉川忠英・坂元昭二 - Strings：中西俊博Strings - 1st Violin：中西俊博 - 2nd Violin：桑野聖 - Viola：後藤勇一郎 - Clarinet：平原まこと ステーション - Electric Bass：高水健司 - Electric Guitar：角田順 - Acoustic Guitar：笛吹利明 - Electric Piano：中西康晴 - Keyboards：矢賀部竜成 - Synth Operation & Computer Programming：瀬尾一三・中山信彦(Z's) - Strings：友田Strings - 1st Violin：友田啓明・清家孝子・清家一恵・鈴木弘一 - 2nd Violin：永峰高志・鈴木星彦・山田健一・多田吉徳 - Viola：井手修三・中竹英昭 - Cello：日野俊介・藤田隆雄 - Mandolin：東京マンドリン・アンサンブル - 竹内郁子・猪原静江・田中早苗・鍋島恵子 | 冬の華 - Drums：島村英二 - Electric Bass：岡沢章 - Electric Guitar：土方隆行・角田順 - Acoustic Guitar：笛吹利明 - Keyboards：中西康晴 - Strings：友田Strings - 1st Violin：友田啓明・鈴木星彦・清家孝子・清家一恵・永峰高志 - 2nd Violin：山田健一・山中光・田中裕・黒田恵子 - Viola：竹内晴夫・木村恵子 - Cello：日野俊介・佐々木昭 - Synth Operation & Computer Programming：根岸貴幸(IMAGINE)・畠山隆暢(IMAGINE) Wedding Bell Holy Night - Drums：島村英二 - Electric Bass：岡沢章 - Electric Guitar：土方隆行 - Acoustic Guitar：笛吹利明 - Latin Percussion：石井宏太郎 - Synth Operation & Computer Programming：根岸貴幸(IMAGINE)・畠山隆暢(IMAGINE) タイムトラベル - Acoustic Guitar：古川昌義 - Acoustic Piano：エルトン永田 - Keyboards：高山博彦 - Flute：旭孝 - Clarinet：山根公男 - Synth Operation & Computer Programming：高山博彦・村山孝弘 秋の接吻 - Acoustic Guitar：坂元昭二 - Acoustic Piano：倉田信雄 - Strings：中西俊博Quartette - 1st Violin：中西俊博 - 2nd Violin：桑野聖 - Viola：後藤勇一郎 - Cello：溝口肇 眠れないジェラシー - Electric Bass：渡辺等 - Electric Guitar：近藤正明 - Acoustic Piano & Keyboards：溝口肇 - Strings：飛鳥Strings - 1st Violin：金子飛鳥・岩井真美 - 2nd Violin：グレート栄田・竹内純 - Viola：秋山俊樹・堀江和生 - Chorus：飛鳥Strings Member - 間島栄子・宮崎ありさ・石田真奈美(TAKE ONE GIRLS) - 山木康世・細坪基佳 - Synth Operation & Computer Programming：鈴木浩之(MAC)・藤井(マット)将登 |